# Роттнест
Роттнест (англ. Rottnest Island) — остров в 18 км от континентального побережья Западной Австралии в районе Перта и Фримантла.

## География

Карта острова Роттнест

Площадь острова — 19 км², примерно 11×4,5 км.
Роттнест — одно из немногих мест, где в дикой природе сохранилась квокка.

## История
На острове найдены остатки человеческой деятельности, оставленные 6500—30 000 лет тому назад. Хотя в 1610 году, когда остров открыли европейцы, он был необитаем.
С 1838 года на остров были посланы аборигены-заключённые, каторжная тюрьма сохранилась до 1931 года. Позже Роттнест стал местом для рекреационного туризма. Во время обеих мировых войн на острове находился концентрационный лагерь.

## Население
На острове постоянно проживают около 300 человек, но с 1950-х годов остров служит местом отдыха. В сезон его может посещать одновременно до 15 тыс. человек.

## Галерея

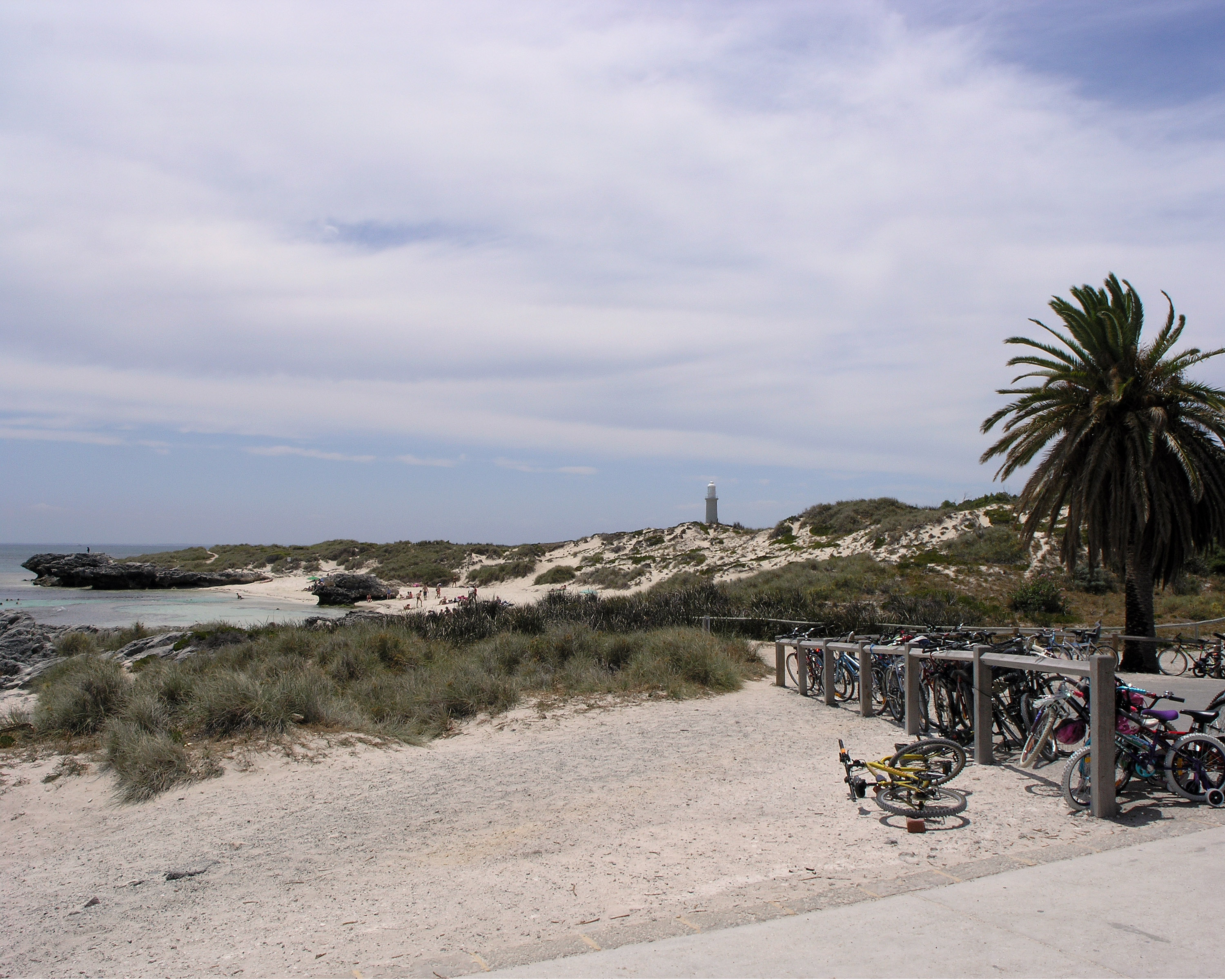
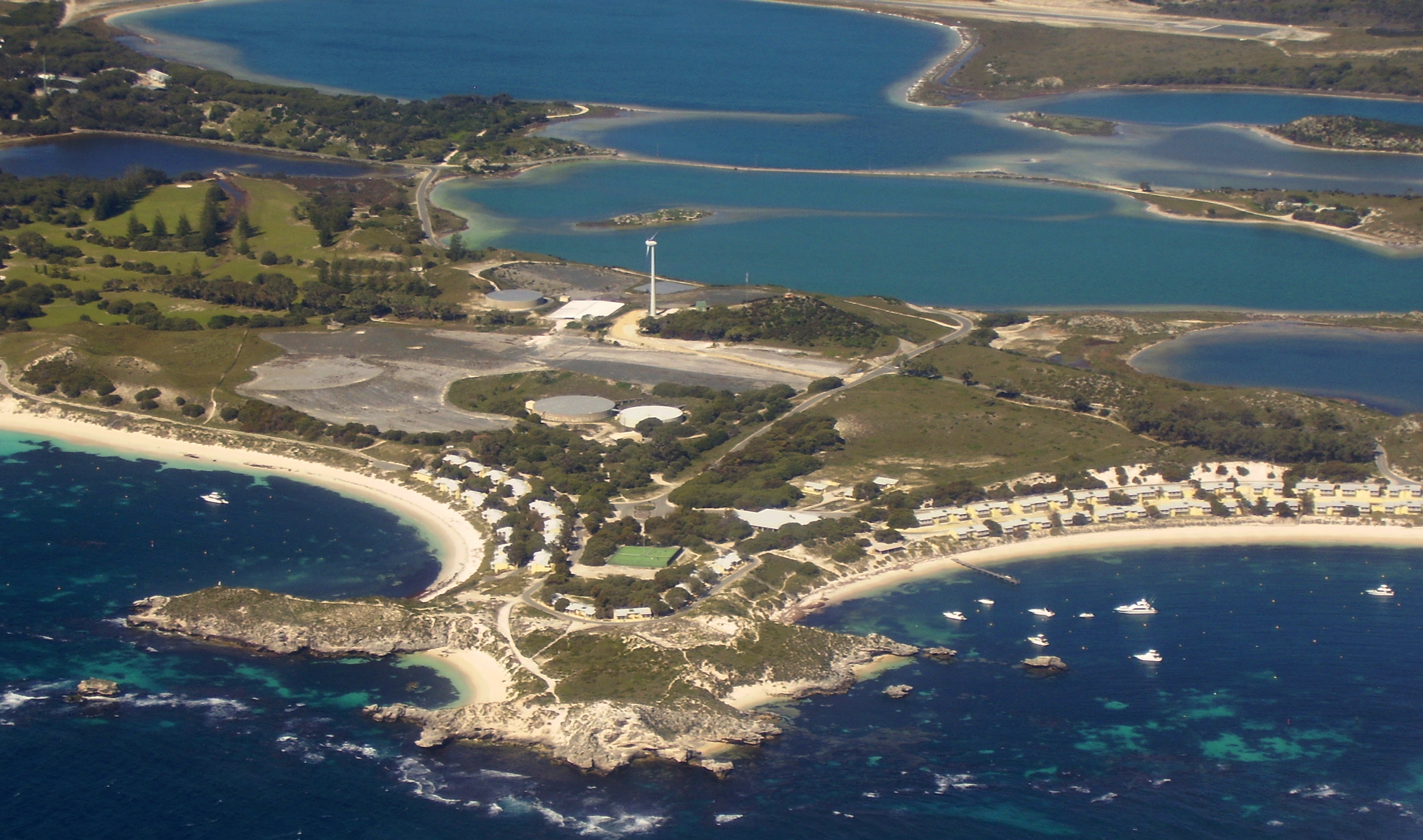
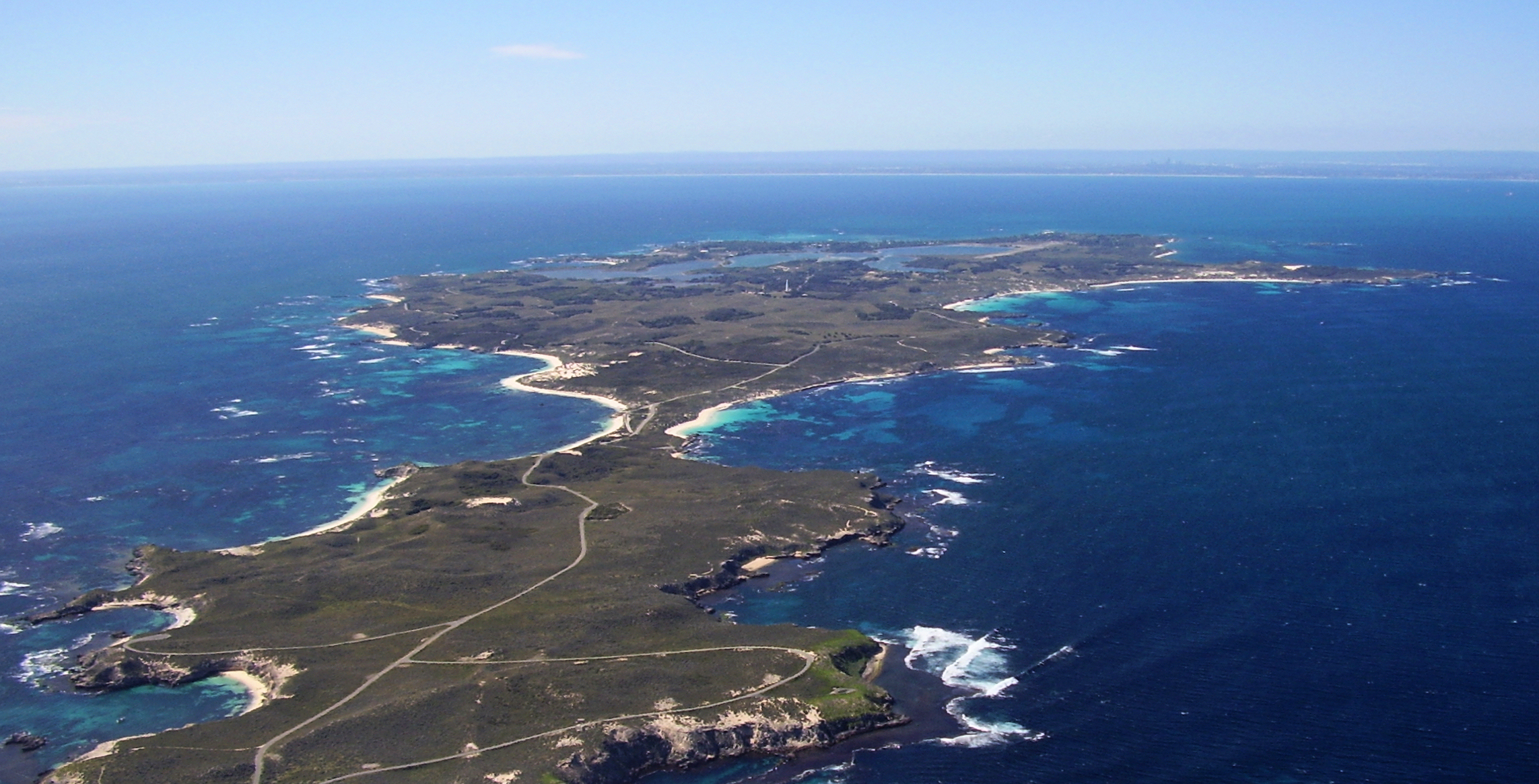
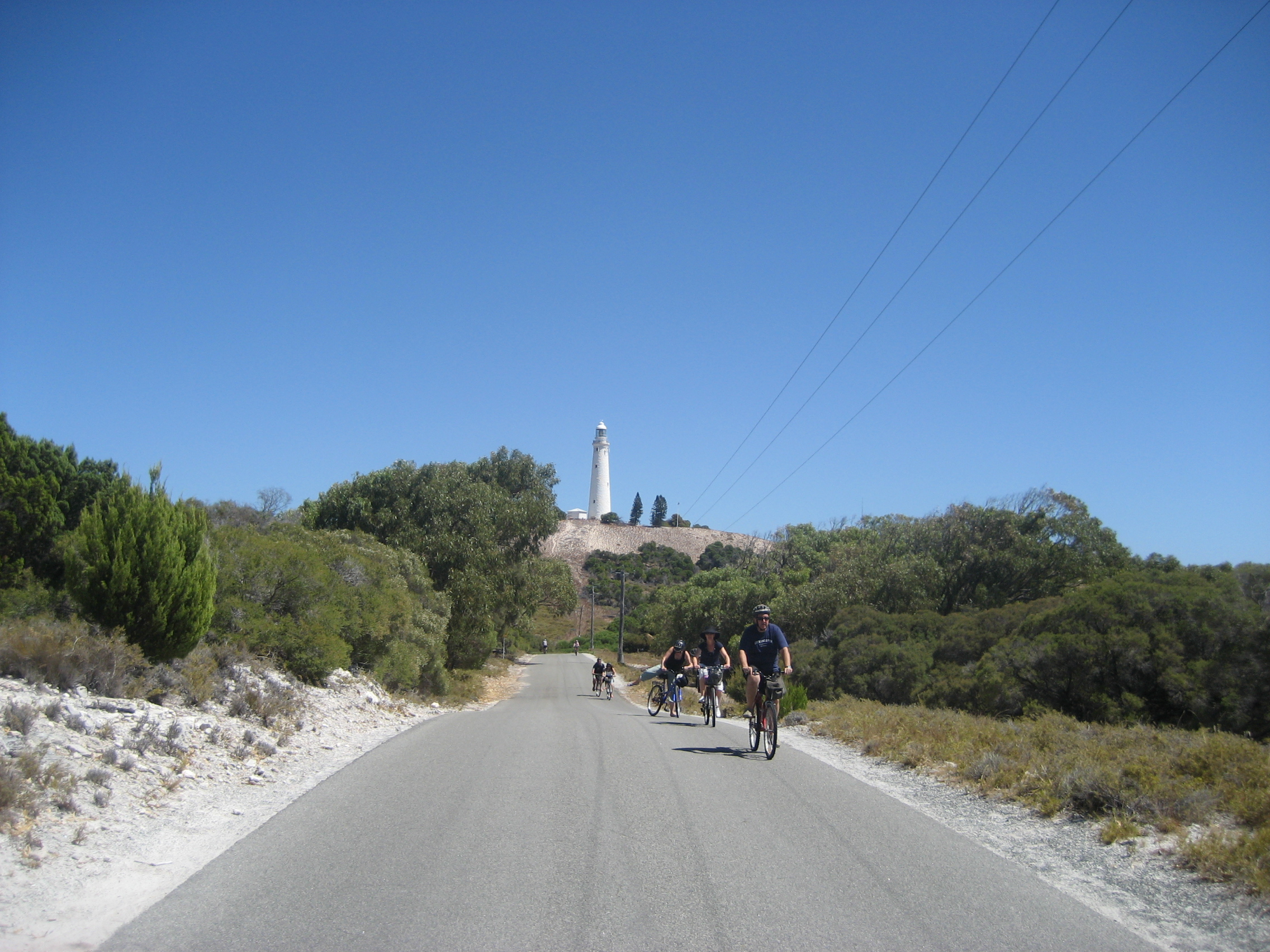